# Johan Hendrik Sikemeier
Johan Hendrik Sikemeier (Yokohama, 22 april 1877, Den Haag, 20 februari 1958) was een Nederlands beeldend kunstenaar.
Hij was zoon van gezagvoerder bij de Rotterdamse Lloyd Eduard Willem Sikemeier (broer van musicus Joh.H. Sikemeier) en Anna Geertruida Verbeek. Broer Eduard Willem (Osaka, 1875) werd chirurg te Arnhem; diens vrouw Maria Anna Koorders werd onderscheiden door het Nederlandse Rode Kruis. Hijzelf was getrouwd met heilgymnaste Hermine Frederika Josine Nannette Coeland.
Hij publiceerde onder meer werk over vakgebieden als pedagogiek, kunstgeschiedenis, muziekgeschiedenis (stukken over Ludwig van Beethoven, Wolfgang Amadeus Mozart en Robert Schumann) en parapsychologie (titel: Leven, arbeid en geestesrichting). Hij schreef ook een boekwerk over spiritiste en voortrekster van de vrouwenbeweging Elise van Calcar, die hij tevens (na-)schilderde.  Sikemeier staat verder bekend om zijn uiterst gedetailleerde tekeningen van architectuur in Den Haag, welke opgeslagen werden in het Gemeentemuseum Den Haag, niet alleen vanwege de kunstzinnigheid, maar ook hun documentaire waarde.
Hij werd begraven op Nieuw Eykenduynen.